# Arsenal da Marinha (Lisboa)

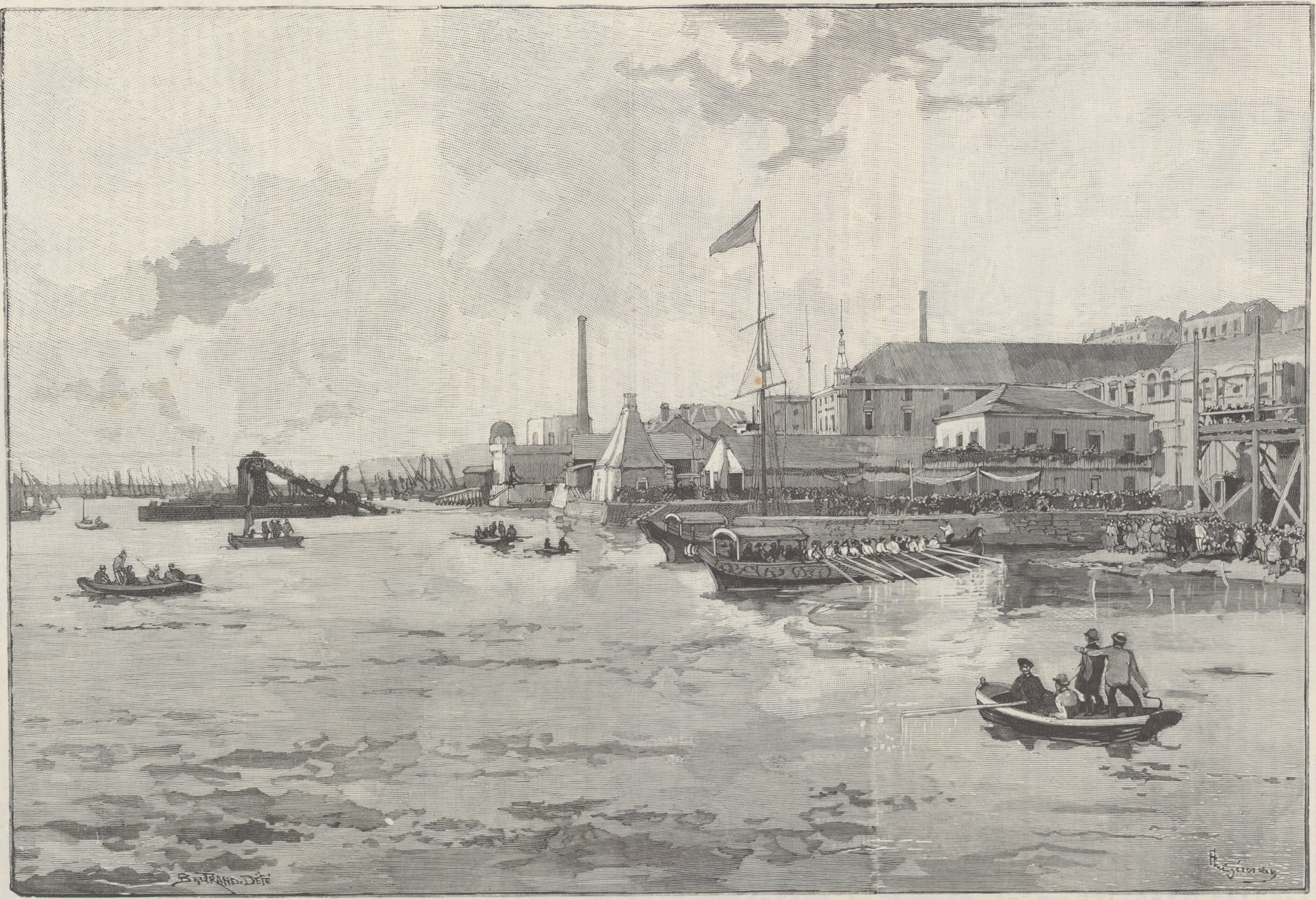
Desembarque do Imperador D. Pedro II do Brasil no Arsenal Real da Marinha de Lisboa, após a proclamação da república brasileira.

O Arsenal da Marinha foi um estaleiro naval da Marinha Portuguesa, localizado em Lisboa. O Arsenal remontava à Idade Média, sendo inicialmente conhecido por Tercenas e mais tarde por Ribeira das Naus. Entre 1755 e a implantação da república em 1910, foi designado Arsenal Real da Marinha.
Após o terramoto de 1755, o Arsenal foi reconstruído a poente do Terreiro do Paço, sensivelmente no mesmo local da antiga Ribeira das Naus e da Ópera do Tejo.

## História

### Origem

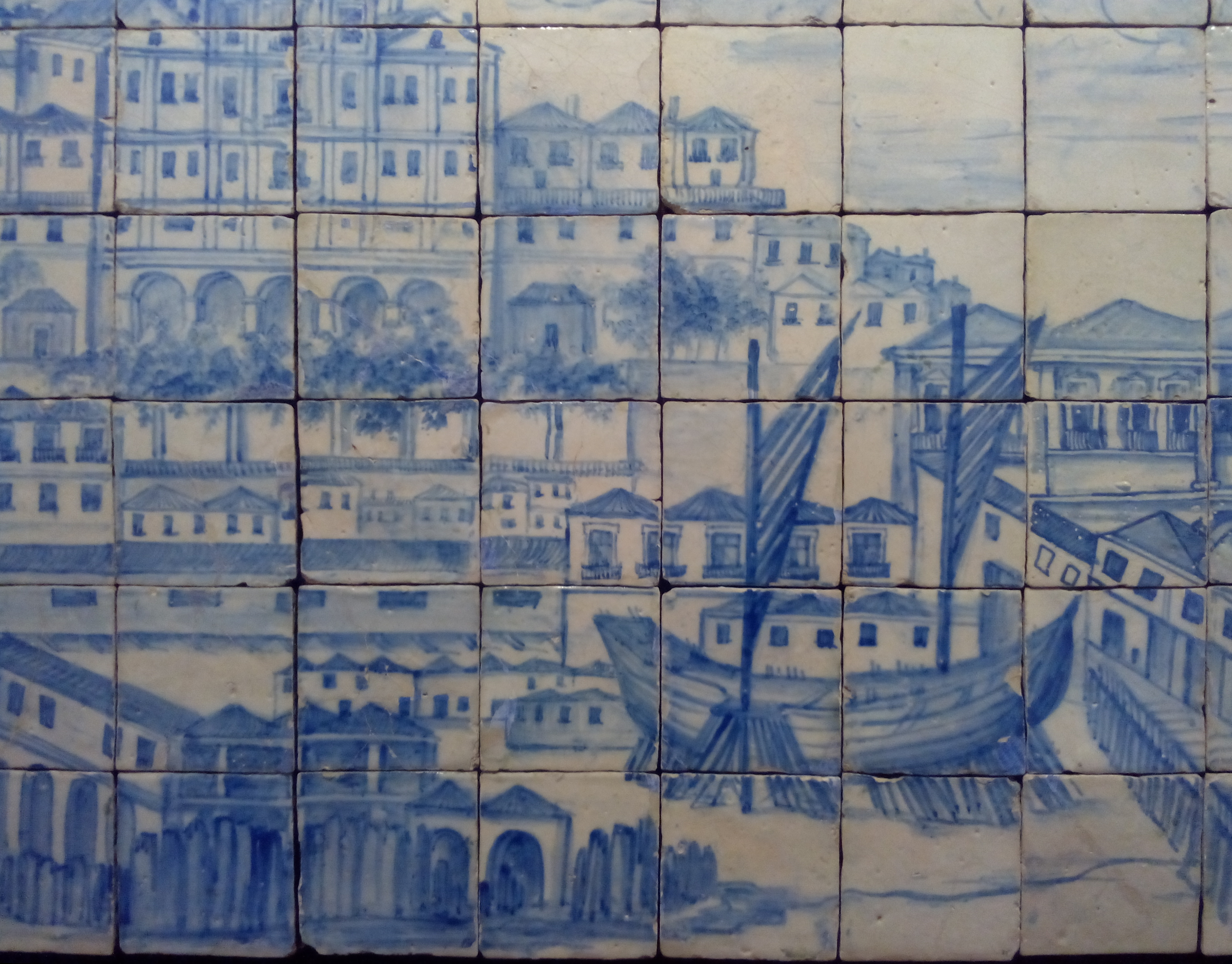
Representação da Ribeira das Naus, num painel de azulejos do início do século XVIII (Museu Nacional do Azulejo)

O local ocupado pelo Arsenal da Marinha foi usado como estaleiro naval já desde a época medieval, o qual era conhecido como "tercenas". Quando o Rei D. Manuel I decidiu construir o Paço da Ribeira no local das antigas tercenas medievais, foram edificadas a ocidente do novo palácio real umas novas tercenas que passaram a ser conhecidas como "Ribeira das Naus".
Na Ribeira das Naus foram construídos muitos dos navios que participaram nos Descobrimentos Portugueses. Constituíam os maiores estaleiros navais do Império Português, servindo de modelo para os restantes que se foram estabelecendo no além-mar, incluindo as importantes ribeiras de Goa e de Cochim.  

### Reconstrução após o terramoto de 1755
No âmbito da reconstrução da Baixa de Lisboa, após o terramoto de 1755, a Ribeira das Naus foi também reedificada no mesmo local, passando a designar-se "Arsenal Real da Marinha". Após a implantação da república em 1910, passou a chamar-se simplesmente "Arsenal da Marinha".
Na sequência do Regicídio de 1908, é para o Arsenal que o rei D. Carlos e o príncipe D. Luís Filipe são transportados e se verificam os óbitos.
O Arsenal serviu também de local das execuções da Noite Sangrenta em 1921.
No início do século XX, as instalações do Arsenal eram já consideradas pouco espaçosas e pouco apropriadas para a construção naval moderna, fazendo-se planos para a sua mudança de local. Nomeadamente, começou a equacionar-se a instalação do Arsenal nos terrenos da Coroa situados no Alfeite, na margem sul do rio Tejo.

### Desativação
Em 1928, foi finalmente iniciada a construção de um novo arsenal no Alfeite, instalado num complexo que incluiria também uma nova base naval, as novas instalações da Escola Naval e outros estabelecimentos da Marinha. O novo Arsenal do Alfeite foi inaugurado em 1938, levando à desativação do secular Arsenal da Marinha.
Para além de local de construção e manutenção naval, as instalações do Arsenal albergaram ao longo da sua existência vários outros organismos e estabelecimentos da Marinha, incluindo o Almirantado, a Escola Naval e os extintos Observatório Real da Marinha e Ministério da Marinha. Após a desativação do antigo Arsenal, os edifícios do mesmo continuaram a constituir as Instalações Centrais da Marinha, sendo conhecidas como "Nau de Pedra".
A área molhada do antigo Arsenal da Marinha, incluindo o seu dique, foi aterrado, passando a servir durante muitos anos de logradouro e parque de estacionamento automóvel das Instalações Centrais da Marinha. O seu acesso ao rio Tejo foi cortado com a construção da Avenida Ribeira das Naus.
A presença do Arsenal ficou assinalada para o futuro através da Rua do Arsenal.

## Galeria

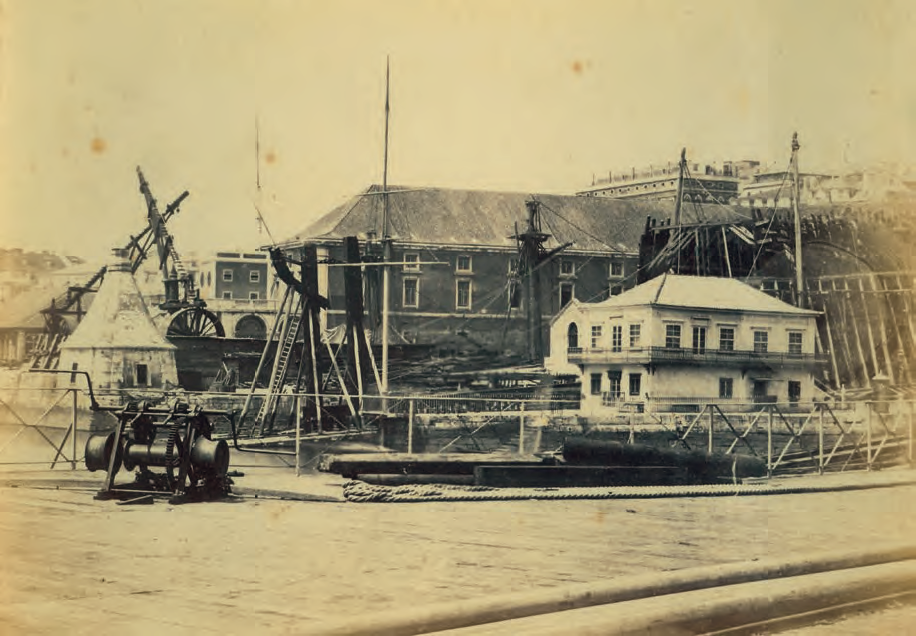
Arsenal da Marinha em 1865
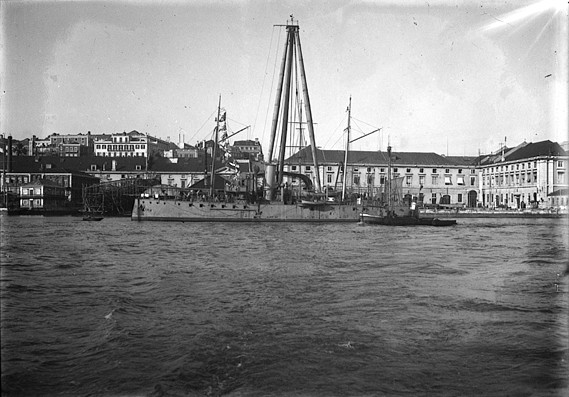
Arsenal em 1095
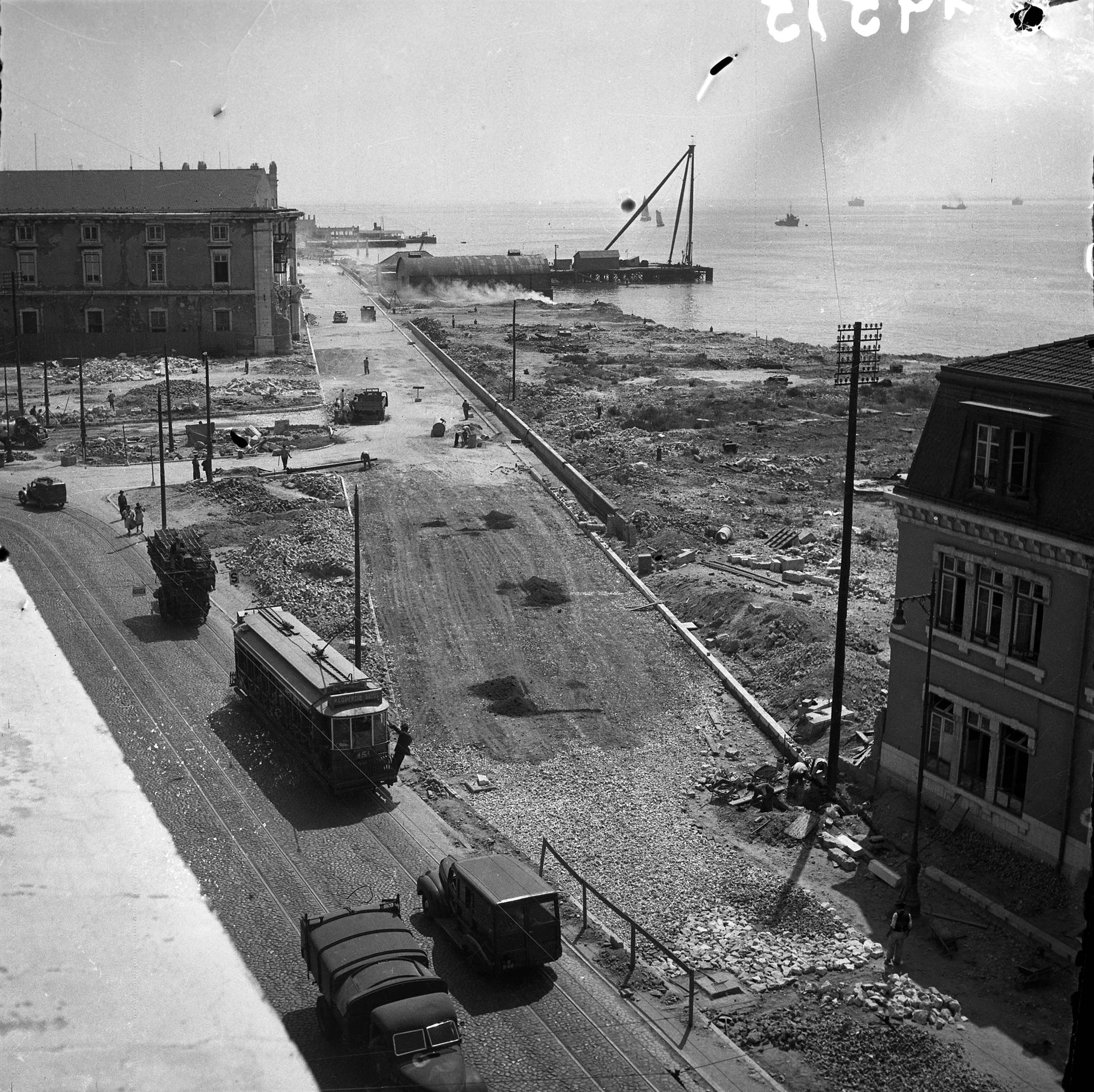
Construção da Avenida Ribeira das Naus na década 1950 após a desativação do Arsenal
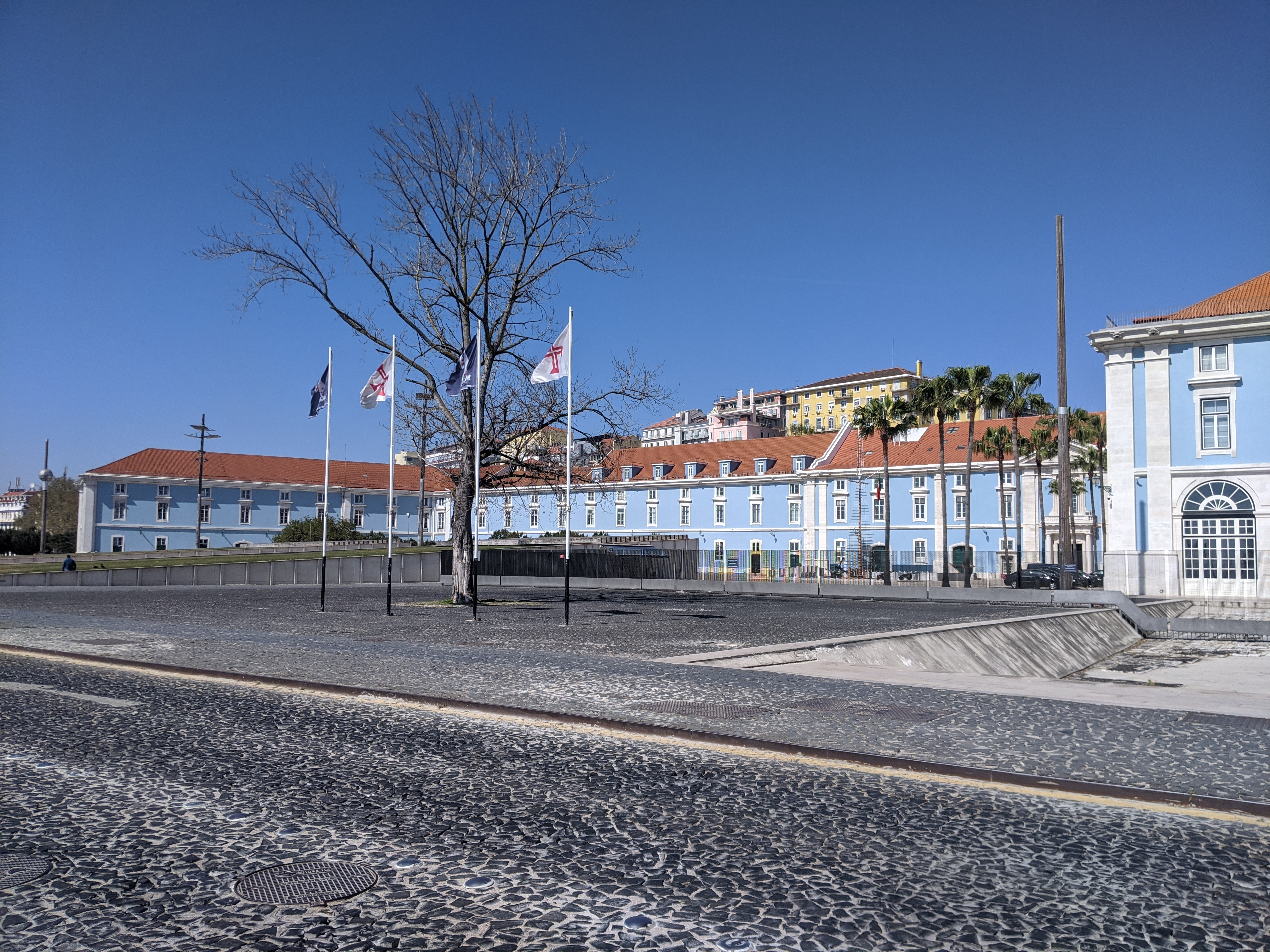
Vista atual do antigo Arsenal
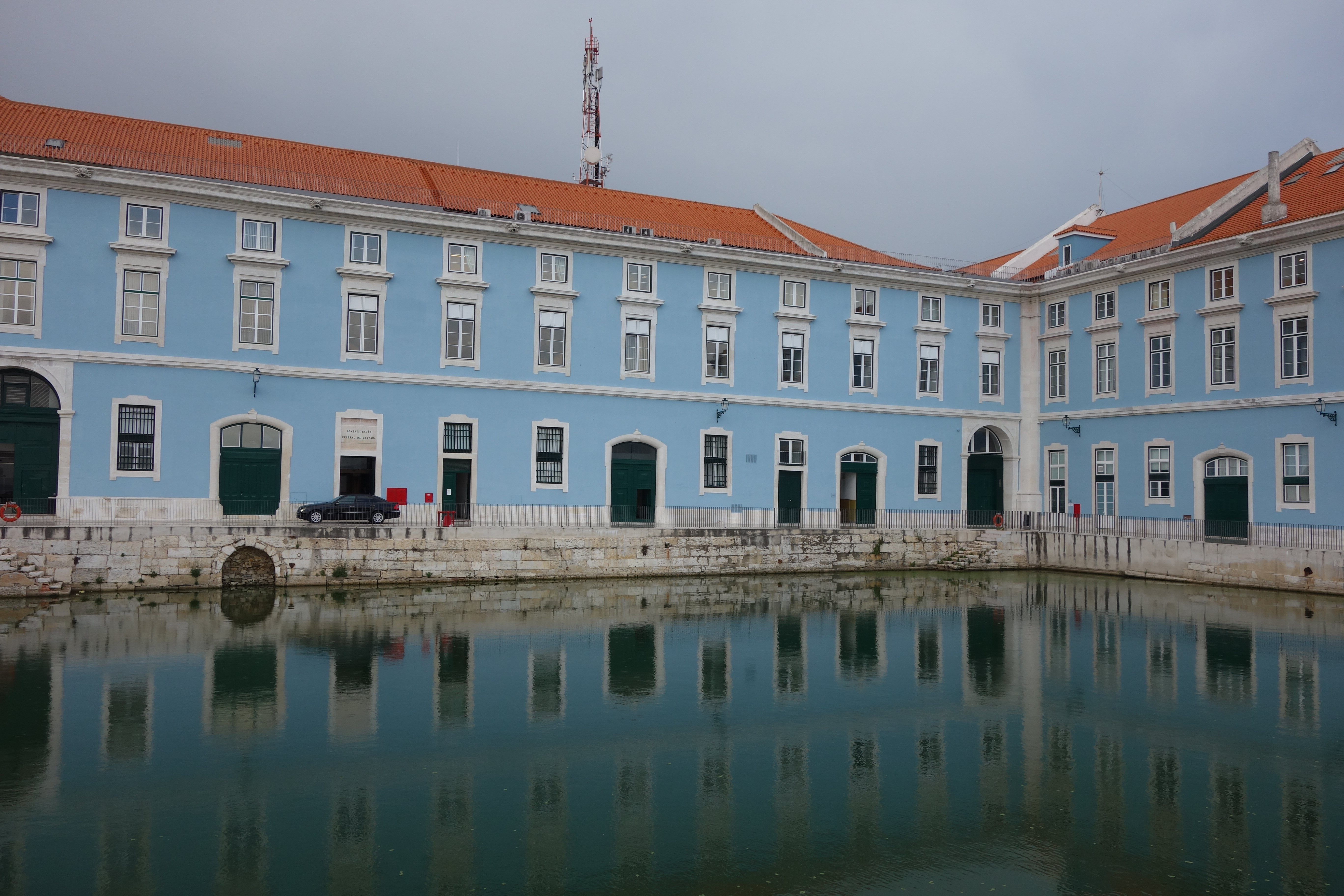
Doca da Caldeirinha do antigo Arsenal
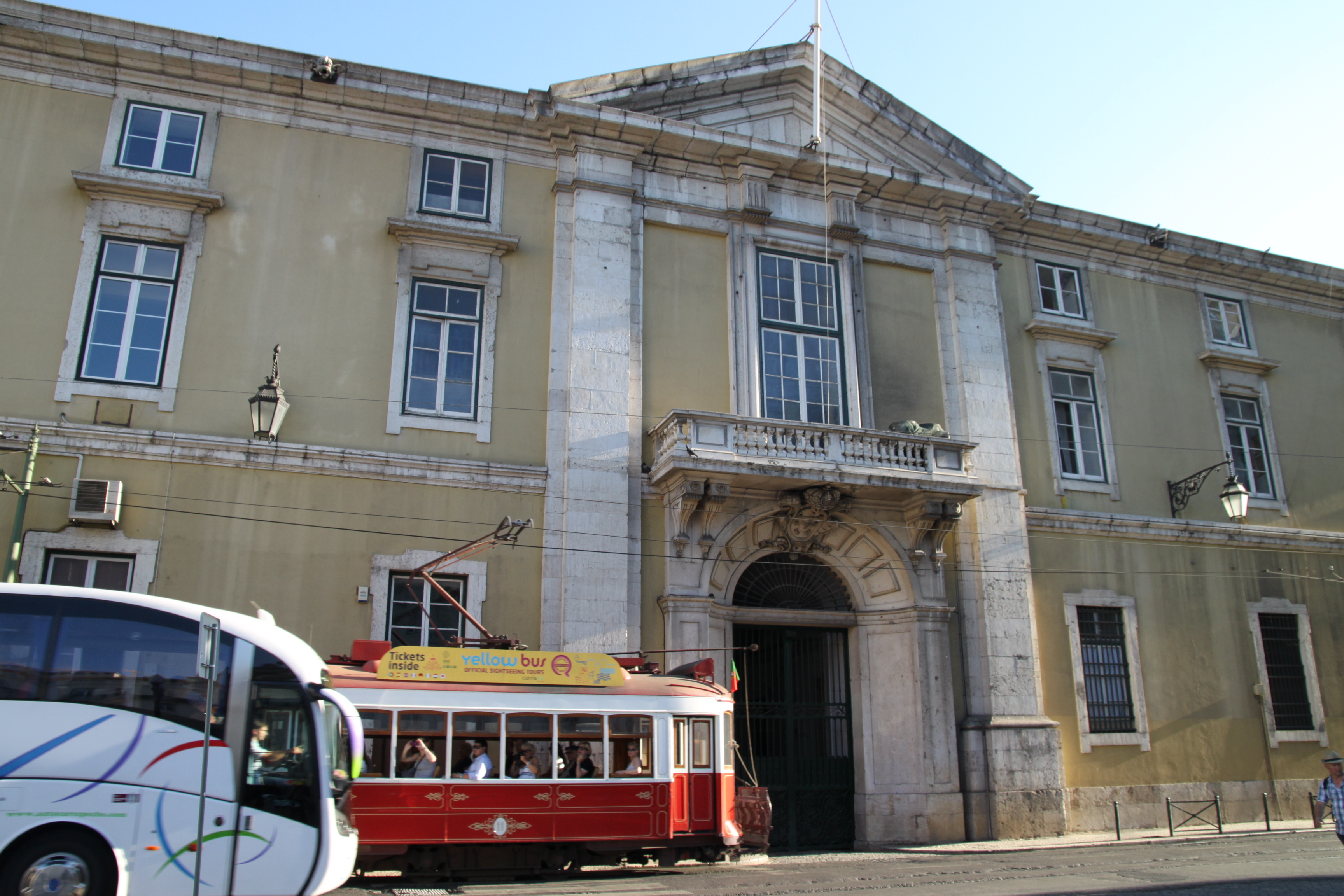
Entrada no Arsenal da Marinha a partir da Rua do Arsenal